# Faster Than the Speed of Night
Albums de Bonnie Tyler
Goodbye to the Island
(1981) Secret Dreams and Forbidden Fire (en)
(1986)
Faster Than the Speed of Night est le cinquième album studio de la chanteuse galloise Bonnie Tyler sorti en 1983. Il contient l'un des plus grands succès de Bonnie Tyler, Total Eclipse of the Heart, et marque le début de sa collaboration avec le producteur Jim Steinman.
Il connaît un important succès commercial dans le monde, arrivant en tête des ventes au Royaume-Uni, en Norvège et en Nouvelle-Zélande.

## Contenu
L'album contient neuf chansons dont plusieurs reprises: Have You Ever Seen the Rain? interprétée à l'origine par Creedence Clearwater Revival, Goin' Through the Motions du groupe Blue Öyster Cult et Straight from the Heart du chanteur canadien Bryan Adams.

### Liste des titres
| 1. | Have You Ever Seen the Rain?   | John Fogerty | 4:03 |
| 2. | Faster Than the Speed of Night | Jim Steinman | 6:35 |
| 3. | Getting So Exited              | Alan Gruner  | 3:25 |
| 4. | Total Eclipse of the Heart     | Steinman     | 6:59 |

| 1. | It's a Jungle Out There     | - Dennis Polen - Paul Pilger - William Moloney | 4:33 |
| 2. | Goin' Through the Motions   | - Ian Hunter - Eric Bloom                      | 4:05 |
| 3. | Tears (avec Frankie Miller) | Frankie Miller                                 | 3:47 |
| 4. | Take Me Back                | Billy Cross                                    | 5:25 |
| 5. | Straight from the Heart     | - Bryan Adams - Eric Kagna                     | 3:38 |

## Classements hebdomadaires
| Classement (1983)             | Meilleure position |
| ----------------------------- | ------------------ |
| Allemagne (Media Control AG)  | 20                 |
| Australie (ARIA)              | 31                 |
| Canada (RPM Top Albums)       | 7                  |
| États-Unis (Billboard 200)    | 4                  |
| Norvège (VG-lista)            | 1                  |
| Nouvelle-Zélande (RIANZ)      | 1                  |
| Pays-Bas (Mega Album Top 100) | 23                 |
| Royaume-Uni (UK Albums Chart) | 1                  |
| Suède (Sverigetopplistan)     | 3                  |
| Suisse (Schweizer Hitparade)  | 19                 |

## Certifications
| Pays                    | Certification | Unités certifiées |
| ----------------------- | ------------- | ----------------- |
| Canada (Music Canada)   | 2 × Platine   | 200 000           |
| États-Unis (RIAA)       | Platine       | 1 000 000         |
| France (SNEP)           | Or            | 100 000           |
| Nouvelle-Zélande (RMNZ) | Or            | 7 500             |
| Royaume-Uni (BPI)       | Argent        | 60 000            |